# When the Yogurt Took Over
When the Yogurt Took Over (Yogur al poder en España y El yogur que conquistó el mundo en  Hispanoamérica) es el sexto episodio de la primera temporada de Love, Death & Robots. Es el episodio número 6 de la serie en general. Está basada en la historia corta homónima de John Scalzi. El episodio trata sobre como un producto lácteo que trato de ayudar a la humanidad para que tengan una vida más saludable. Se estrenó el 15 de marzo del 2019 en Netflix.

## Argumento
Un grupo de científicos muta el yogur fermentando bacterias. Aunque las pruebas iniciales fallan, una investigadora lleva la bacteria mutada a casa para su yogur casero, donde se vuelve consciente. El yogur pide reunirse con líderes estadounidenses, a quienes asegura tener soluciones para los problemas del país. Como pago, el yogur solicita el control del Estado de Ohio. Los líderes inicialmente se ríen de la oferta, pero aceptan después de que el yogur amenazara con irse a China. Pronto, el yogur le da al presidente un plan para erradicar la deuda nacional de Estados Unidos, advirtiéndole que cualquier desviación será catastrófica. El presidente no puede evitar desviarse, y la economía mundial pronto se derrumba excepto en Ohio. Desesperado, el gobierno otorga al yogur el poder ejecutivo supremo sobre mucha oposición. Una década después, los humanos viven vidas prósperas bajo el reinado del yogur. El yogur de repente decide iniciar lanzamientos espaciales, dejando atrás a los humanos en la Tierra.

## Reparto de Voces
| Personaje          | Actor/Actriz original Estados Unidos | Actor/Actriz de doblaje Hispanoamérica | Actor/Actriz de doblaje España |
| ------------------ | ------------------------------------ | -------------------------------------- | ------------------------------ |
| Narrador           | Maurice LaMarche                     | Raúl Solo                              | Luis Reina                     |
| Protestante Hippie | Alexia Dox                           | -                                      | Raquel Cubillo                 |
| Madre de Ohio      | Alexia Dox                           | -                                      | Raquel Cubillo                 |

## Símbolos
Al finalizar el intro, se nos presenta una serie de 3 símbolos, siendo: Un corazón (❤), una equis (❌) y una cabeza robótica (🤖); reflejando amor, muerte y robots respectivamente. De ahí los símbolos cambian velozmente, acoplándose a la temática del episodio en cuestión, en cada episodio los símbolos son distintos. En When the Yogurt Took Over nos presentan los siguientes símbolos:
- Unos seres microscópicos (🧫)
- Un yogur (🍶)
- Una fresa (🍓)

## Lanzamiento
When the Yogurt Took Over se estrenó el 15 de marzo de 2019 en Netflix junto con el resto de episodios que componen el volumen 1.